# 성산로 (용인시)
성산로(Seongsan-ro)는 경기도 용인시 처인구에 있는 길이 6.97km(6,976m)의 도로이다.
해당 도로의 끝 접속 노선에는 마성로 또는 에버랜드로와 교차하며, 삼성물산리조트지원센터까지 이어지는 긴 도로이다. 

## 개요
경기도 용인시 처인구 역북동 708도를 기점으로 경기도 용인시 처인구 포곡읍 전대리 332-1잡을 종점으로 하는 도로이며, 2010년 02월 12일에 고시 및 효력이 발생되었다. 성산로의 명칭은 자연 명칭의 성산이라는 지명을 차용하여 부여 및 제정 고시된 도로명이다.
성산로는 경기도 용인시 처인구 포곡읍의 여행지(펜션, 숙박, 렌탈, 렌트카, 리조트)등의 시설이 도로 양측에 많이 보이는 도로임에 휴가철 또는 매년 5월에 타지 차량이 많이 붐비는 도로이기도 하다. 
대절된 버스 또는 승합차량이 많고, 저녁시간 휴일에 마곡1리입구사거리 측에서 막히기도 한다.

## 노선
성산로의 전 구간이 지방도 제321호선에 속한다.
| 이름                    | 접속 노선                        | 소재지                  | 소재지                  | 비고                    |
| 중부대로1362번길과 직결 | 중부대로1362번길과 직결          | 중부대로1362번길과 직결 | 중부대로1362번길과 직결 | 중부대로1362번길과 직결 |
| ----------------------- | -------------------------------- | ----------------------- | ----------------------- | ----------------------- |
| 등기소앞사거리          | 국가지원지방도 제98호선 중부대로 | 용인시                  | 처인구                  |                         |
| 첫다리교차로            | 금학로                           | 용인시                  | 처인구                  |                         |
| 선봉대입구오거리        | 성산로61번길                     | 용인시                  | 처인구                  |                         |
| 삼군사사거리            | 낙은로                           | 용인시                  | 처인구                  |                         |
| 운곡2교차로             | 성산로169번길 성산로170번길      | 용인시                  | 처인구                  |                         |
| 역북터널                |                                  | 용인시                  | 처인구                  | 연장 약500M             |
| 유림1교차로             | 유림로                           | 용인시                  | 처인구                  |                         |
| 유림2교차로             | 백령로                           | 용인시                  | 처인구                  |                         |
| 여수곡터널              |                                  | 용인시                  | 처인구                  | 연장 약450M             |
| 삼전교차로              | 석성로888번길 영문로29번길       | 용인시                  | 처인구                  |                         |
| 마성1교차로             | 석성로                           | 용인시                  | 처인구                  |                         |
| 전대교차로              | 마성로                           | 용인시                  | 처인구                  |                         |
| 보성아파트삼거리        | 전대로                           | 용인시                  | 처인구                  |                         |
| 에버랜드원형로터리      | 지방도 제321호선 (에버랜드로)    | 용인시                  | 처인구                  |                         |

도로의 끝에는 원형로타리로 에버랜드로와 휘감겨 포개진다.

## 주요시설
에버랜드에 외국인 고객, 가족단위의 관광객이 머물 수 있는 리조트형 숙소가 있는편이다.

### 문화

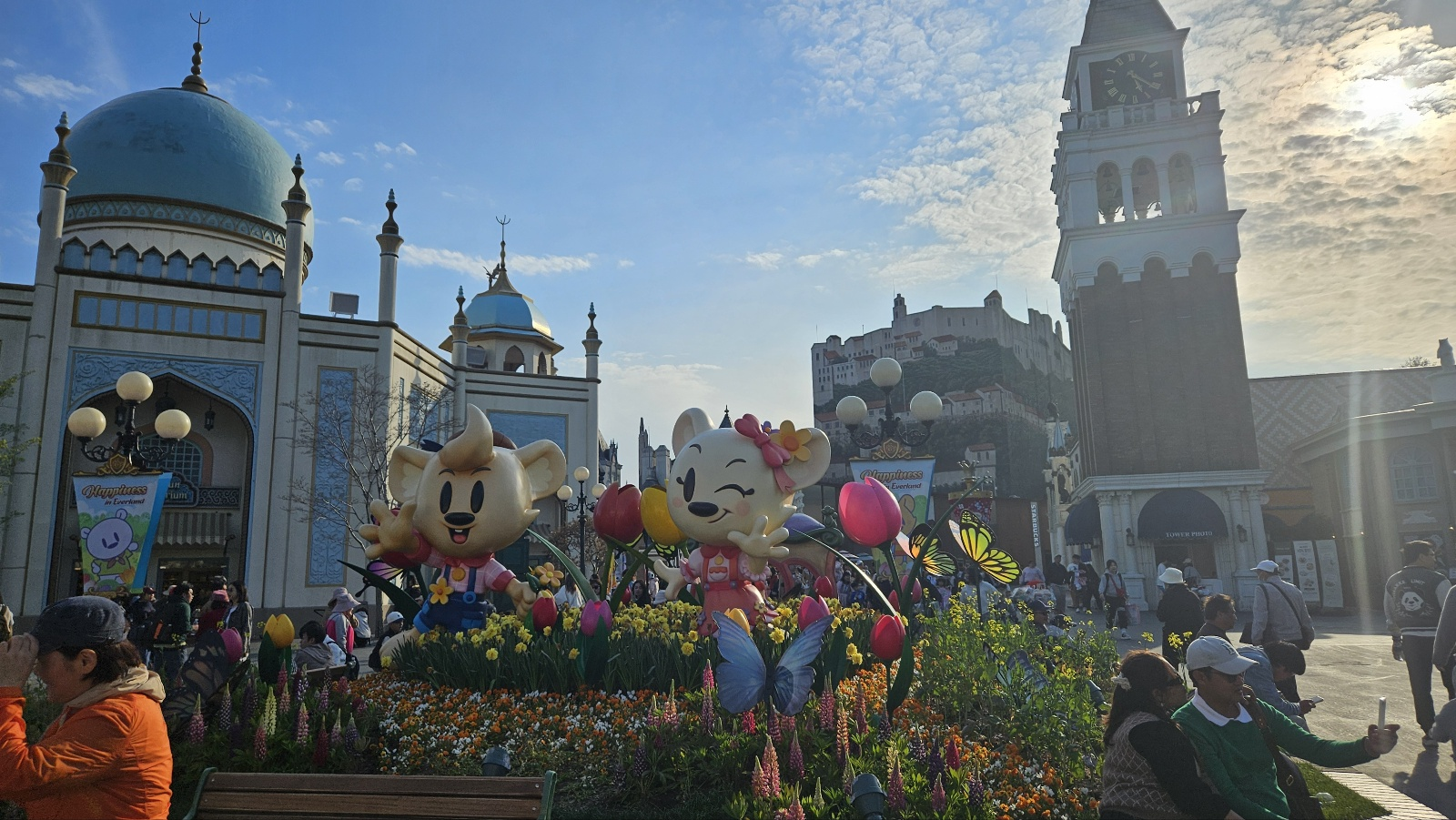
에버랜드

- 용인등기소
- 용인중부교회
- 삼성물산리조트지원센터
- 에버랜드